# Kristina Barrois
Kristina Barrois (Ottweiler, Alemania Federal, 30 de septiembre de 1981) es una tenista alemana, finalista de dos torneos de la WTA.